# Edgar Douglas Adrian
Edgar Douglas Adrian, 1r Baró d'Adrian (Londres, Anglaterra 1889 - Cambridge 1977) fou un neuròleg anglès guardonat amb el Premi Nobel de Medicina o Fisiologia l'any 1932.

## Biografia
Va néixer el 30 de novembre de 1889 a la ciutat de Londres. Va estudiar ciències naturals al Trinity College de la Universitat de Cambridge, on es llicencià medicina l'any 1915. Durant la Primera Guerra Mundial va treballar al St Bartholomew's Hospital de Londres, tractant soldats amb trastorns nerviosos. L'any 1925 fou nomenat professor de fisiologia del Royal College of Physicians, el 1929 de la Royal Society, i el 1937 de la Universitat de Cambridge. Des de 1951 fou director del Trinity College.
El 1942 li fou concedida l'Orde del Mèrit del Regne Unit i el 1950 fou nomenat President de la Royal Society de Londres, càrrec que desenvolupà fins al 1955. Aquell mateix li fou concedit el títol nobiliari de "Baró d'Adrià", títol que ostentà ell i el seu fill. Morí el 4 d'agost de 1977 a la ciutat de Cambridge.

## Recerca científica
L'any 1925 inicià la seva recerca sobre els impulsos nerviosos en els òrgans sensorials humans, demostrant la possibilitat d'amidar el corrent en les fibres nervioses aplicant un amplificador. Aquest mètode continuà el treball iniciat per Keith Lucas usant l'electròmetre Lippmann, desenvolupat per Gabriel Lippmann, i un tub de raigs catòdics per amplificar els senyals produïts pel sistema nerviós i registrar la descàrrega elèctrica dels nervis sota estímul físic. Un descobriment accidental d'Adrian l'any 1928 va aconseguir provar la presència d'electricitat a les cèl·lules del nervi. Amplià la seva recerca a l'estudi de les causes del dolor per l'estímul del sistema nerviós, realitzant descobriments sobre la recepció d'aquests senyals al cervell i la distribució espacial de les àrees sensorials de l'escorça cerebral en diversos animals. Aquestes conclusions el conduïren a la formulació de la idea d'un mapa sensorial, anomenat homunculus.
L'any 1932 li fou atorgat el Premi Nobel de Medicina o Fisiologia pels seus treballs relatius a la funció de les neurones i les cèl·lules nervioses motores, premi que compartí amb el neuròleg Charles Scott Sherrington.
Posteriorment va utilitzar l'electroencefalograma per estudiar l'activitat elèctrica del cervell als éssers humans, realitzant avanços significatius en l'observació de certes patologies cerebrals com l'epilèpsia. Passà la resta de la seva vida científica en la recerca al voltant de l'olfacte.